# Somita
Els somites són estructures segmentades, formades a ambdós costats del tub neural durant el desenvolupament de l'embrió a partir del mesoderma paraxial o mesoderma dorsal somític. Malgrat que són estructures transitòries tenen un paper important en l'organització del patró segmentari en els embrions dels vertebrats, donant origen a les cèl·lules que formaran les vèrtebres i costelles, la dermis de la pell dorsal, els músculs esquelètics de l'esquena i els músculs esquelètics de la paret corporal i de les extremitats.

## Formació
La formació dels somites ocorre durant el procés de neurulació. Durant la formació de la mesoderma, a cada costat del tub neural hi ha bandes gruixudes de cèl·lules mesodèrmiques. Aquestes bandes corresponen a la mesoderma paraxial i durant aquest període del desenvolupament s'anomenen placa segmentària o mesoderma no segmentada.
A mesura que ocorre la regressió de la línia primitiva (en aus, rèptils i mamífers) i es tanquen els plecs de la cresta neural formant el tub neural, la mesoderma paraxial se separa en blocs de cèl·lules formant els somites, amb un nombre final que varia entre menys de 50 i més de 300 depenent de l'espècie.
El primer somita s'origina en la regió anterior del tronc, els nous somites van brotant de l'extrem anterior del mesoderma paraxial en intervals regulars de temps. La formació de somites comença a mesura que cèl·lules del mesoderma paraxial s'organitzen en espirals de cèl·lules denominades somitòmers. Aquests somitòmers es compacten i aïllen per un epiteli per finalment separar-se del mesoderma paraxial presomític i així formar somites individuals. El nombre total de somites formades és una característica ubiqua en una mateixa espècie, pel que el nombre de somites presents en un embrió es fa servir com indicador per a determinar el seu grau de desenvolupament. Aquest mètode s'empra per evitar les lleus diferències en la velocitat de desenvolupament que poden ser causades per factors ambientals.
El mecanisme de senyalament cel·lular que controla la periodicitat de la formació dels somites no es coneix completament, tanmateix es considera que ocorre mitjançant un model de rellotge i front d'ona. Una vegada que s'ha completat la migració de cèl·lules durant la gastrulació i format la mesoderma paraxial, es comencen a expressar diversos grups de gens de forma oscil·latòria al llarg d'aquesta mesoderma. Aquest gens inclouen membres de la família FGF, Wnt i de la via de senyalament Notch.

## Derivats dels somites
Esclerotoma: Cartílags de les vèrtebres i les costelles
Miotoma: Músculs de la caixa toràcica, extremitats, paret abdominal, esquena i llengua.
Dermatoma: Dermis de la pell dorsal
A diferència d'altres teixits d'origen mesodèrmic, l'especificació de les cèl·lules del somita no ocorre fins després d'haver-se format completament el somita. A mesura que el somita va madurant, diverses regions es comprometen formant només uns certs tipus cel·lulars.